# Dwarsligger (boek)

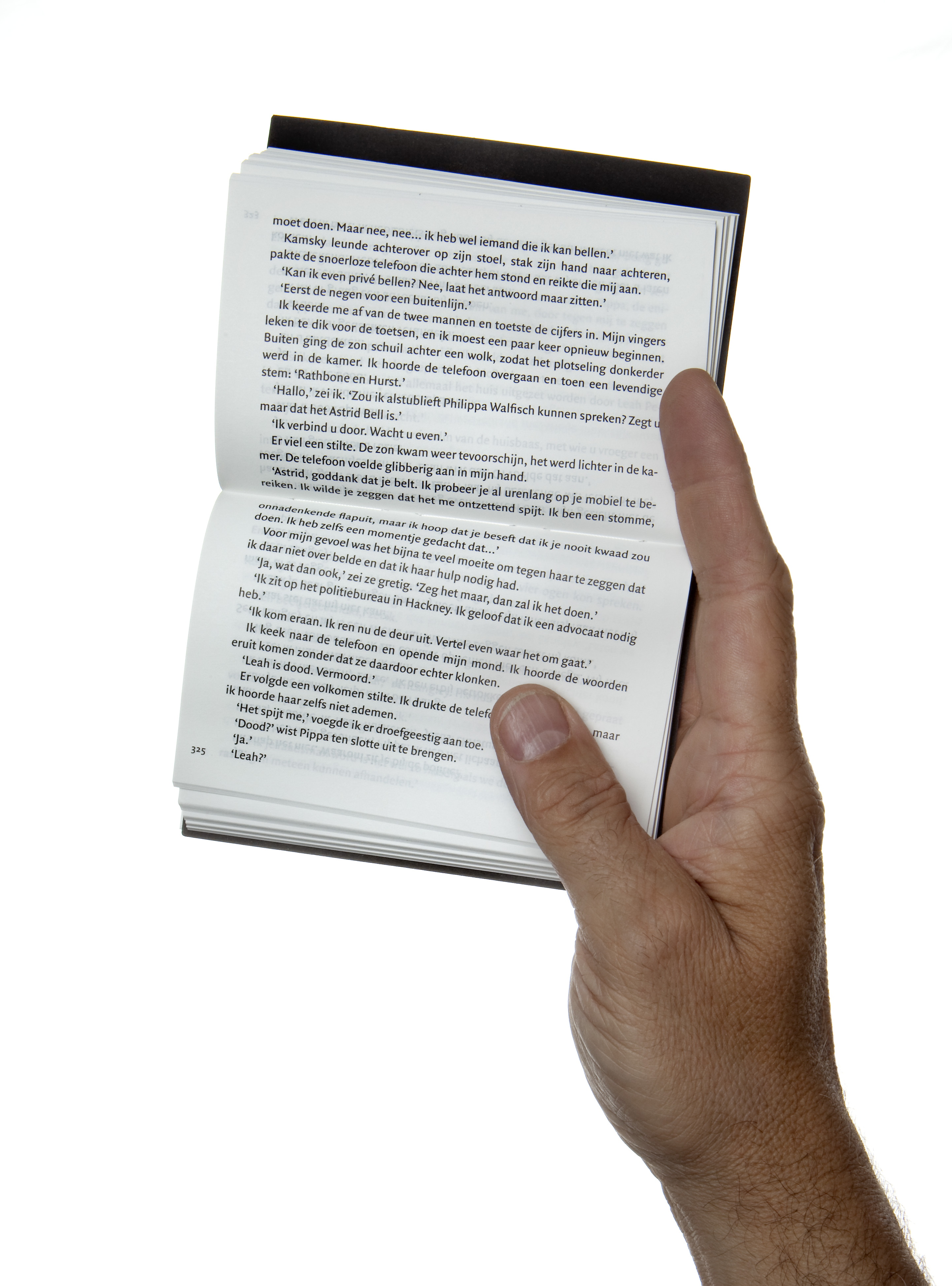
Publicatie in dwarsliggervorm

Een dwarsligger is een boekvorm, waarbij de bladspiegel van één pagina uit een conventioneel boek overdwars op twee pagina's van elk acht bij twaalf centimeter wordt afgedrukt. De dwarsligger wordt uitgegeven door Uitgeverij dwarsligger, onderdeel van Veen Bosch & Keuning Uitgeversgroep (VBK).

## Geschiedenis
De dwarsligger werd bedacht door Hugo van Woerden, destijds directeur van de Nederlandse drukkerij Jongbloed BV, gespecialiseerd in het drukken op zeer dun papier, een specialisme dat onder meer ingezet wordt voor het drukken van bijbels en gezangenbundels. De gedachte was om een nieuw soort boek te maken dat niet uit zichzelf dichtklapte, plezierig las en makkelijk was mee te nemen. Jongbloed BV richt zich alleen op het drukken van christelijke boeken, een te kleine markt voor het nieuwe idee. Om het nieuwe concept goed van de grond te krijgen, werd daarom besloten om een licentie te geven aan Ambo/Anthos uitgevers.
De naam dwarsligger werd door Jongbloed BV in juli 2006 geregistreerd als handelsmerk.
Op 6 september 2009 werd het eerste Nederlandse exemplaar van de dwarsligger tijdens Manuscripta door Herman Koch uitgereikt aan Ronald Plasterk, minister van Onderwijs, Cultuur en Wetenschap.

## Kenmerken
Door de speciale bindmethode blijft de dwarsligger probleemloos openliggen, en kan hij met één hand worden doorgebladerd en gelezen. De bladervriendelijkheid wordt overigens niet door iedereen als positief ervaren.
De dunne pagina's maken dat er minder grondstoffen voor nodig zijn dan voor conventionele boeken.
Uitgeverij dwarsligger geeft verschillende genres uit in dwarsliggervorm. Het gaat hierbij om zowel vertaalde als Nederlandse werken. In de meeste gevallen zijn deze boeken eerder in regulier formaat verschenen. Zo worden de uitgaven van onder anderen Herman Koch, Saskia Noort, Paulien Cornelisse en Dan Brown door Uitgeverij dwarsligger uitgegeven. In sommige gevallen verschijnt de dwarsligger tegelijkertijd met de reguliere editie.

## Internationaal
Behalve de Nederlandse en Vlaamse markt probeert men ook om het boekformaat elders ter wereld te lanceren. In 2010 deed men dit op de Spaanse markt, En een jaar later gaf de Engelse uitgeverij Hodder & Stoughton enkele dwarsliggers uit, onder de naam Flipback. In 2011 werd de Lutherse bijbel in Duitsland op dwarsliggerformaat uitgegeven. In 2018 werden, in samenwerking met Penguin Books, in Nederland in dwarsliggerformaat geproduceerde boeken van John Green in de Verenigde Staten op de markt gebracht.

## Varianten
Volgens het vaktijdschrift Boekblad lanceerden de uitgeverijen A.W. Bruna Uitgevers, Dutch Media en Nieuw Amsterdam op 15 september 2010 de dwarslezer. Qua formaat en uiterlijk leek de dwarslezer erg op de dwarsligger. Enkel het papier verschilde. De dwarsligger wordt op dundrukpapier gedrukt, de dwarslezer werd op pocketpapier gedrukt. De Belgische krant De Morgen berichtte op 23 september 2010 dat de Nederlandse drukkerij Jongbloed, die het octrooi bezit op de dwarsligger, overwoog om juridische stappen te nemen. Het vaktijdschrift Boekblad stelde op 22 oktober 2010 dat juristen aan het onderzoeken waren of de Karaktertjes (een initiatief van uitgeverij Karakter) en de dwarslezer het octrooi schenden. Op 7 maart 2011 kondigden de uitgeverijen Dutch Media, A.W. Bruna en Nieuw Amsterdam aan dat ze ophielden met de verkoop van dwarslezers omdat die beneden de verwachting bleef. Op 11 maart 2011 besliste uitgeverij Karakter om hun variant van de dwarsligger niet op de markt te brengen.